# Das kleine Fernsehspiel
Das kleine Fernsehspiel is een serie televisiefilms van de Duitse publieke omroep ZDF. De serie toont experimentele films van jonge regisseurs, schrijvers en (toneel)acteurs. 
De eerste uitzending van de serie was op 4 april 1963, enkele dagen na de start van de zender. In de loop der jaren zijn er in het kader van de serie films gemaakt door onder andere Rainer Werner Fassbinder, Agnès Varda en Jim Jarmusch. De serie wordt al meer dan 40 jaar wekelijks uitgezonden op maandagavond rond middernacht.